# Fosforera
Una fosforera, cerillero, caja de fósforos o caja de cerillas es un estuche utilizado para colocar las cerillas.
Para llevar las cerillas en el bolsillo puede usarse una caja de cartulina con cajón separado que corre dentro de la cubierta, o bien una caja a charnela -o de bisagra- cuya tapa, sujeta por dos tiras de goma elástica, impide que se salgan los fósforos. También se hacen cerilleros cilíndricos con tapa de enchufe. 
Hay cerilleros de metal (del tipo expuesto o de otros diferentes), de caucho, madera, concha, nácar, marfil, hueso, celuloide, etc. a veces con formas muy caprichosas, muchas de las cuales tienen además un cilindro hueco en el que se aloja una mecha nitrada para que pueda encenderse cuando hace viento. 

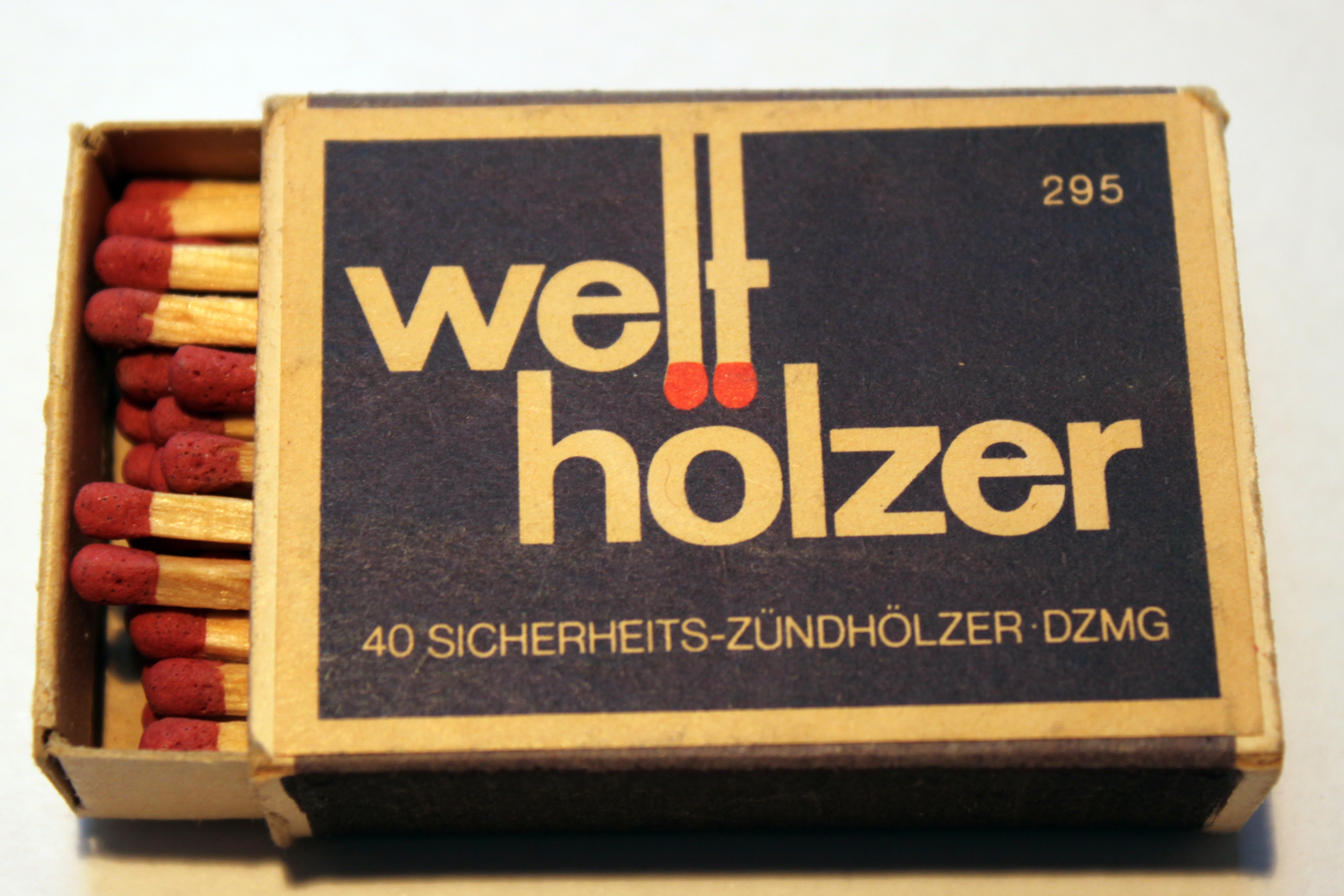
Caja de cerillas alemana

Aparte de las cajas portátiles de que acabamos de hablar, hay cerilleros de sobremesa, para estar colgados en la pared, fijos a una palmatoria, etc. Los primeros son cajas de alguna capacidad, de maderas finas, de cristal tallado, etc., sin tapa o con tapa a charnela, siendo la única condición que cierren bien y que tengan bastante peso en el fondo para que al rascar la cerilla en el asperón no se muevan. Los cerilleros colgados se emplean en las cocinas, son de madera de fresno generalmente, no tienen tapa y de la caja sale por la cara posterior una cola hacia arriba que sirve para colgarlos de la pared. 
Todos los cerilleros deben tener un raspador para frotar la cabeza de la cerilla y prenderla. Las cajas ordinarias de cartón la llevan en uno o en dos costados estrechos. Las cajas metálicas tienen por raspador una lima que se suele colocar en el canto, en una ranura hecha al efecto. La lima puede estar labrada en el metal mismo o ser una lámina metálica, soldada o atornillada. 
En los cerilleros de mesa o colgados el raspador suele ser de papel de lija, pegado en la parte más visible y al frente de la caja.

## Otros usos del término
En Venezuela el nombre fosforera también se le aplica para un plato típico del oriente del país, entre los que destaca el de la isla de Margarita